# Premi Sur al millor director
Els següents són els guanyadors del Premi Sur a la millor direcció des de la seva primera edició, el 2006:

## Premis
| pel·lícula                       | Director                             | Resultat  |      |      |
| 2020                             | 2020                                 | 2020      | 2020 | 2020 |
| -------------------------------- | ------------------------------------ | --------- | ---- | ---- |
| Paula Hernández                  | Las siamesas                         | Guanyador |      |      |
| Juan Sasiaín i Ezequiel Tronconi | El encanto                           | Nominat   |      |      |
| Ariel Winograd                   | El robo del siglo                    | Nominat   |      |      |
| El maestro                       | Julián Dabien i Cristina Tamagnini   | Nominat   |      |      |
| 2019                             |                                      |           |      |      |
| Paula Hernández                  | Los sonámbulos                       | Guanyador |      |      |
| Ana García Blaya                 | Las buenas intenciones               | Nominat   |      |      |
| Sebastián Borensztein            | La odisea de los giles               | Nominat   |      |      |
| Juan José Campanella             | El cuento de las comadrejas          | Nominat   |      |      |
| 2018                             |                                      |           |      |      |
| Benjamín Naisshtat               | Rojo                                 | Guanyador |      |      |
| Agustín Toscano                  | El motoarrebatador                   | Nominat   |      |      |
| Álvaro Brechtner                 | La noche de 12 años                  | Nominat   |      |      |
| Luis Ortega                      | El Ángel                             | Nominat   |      |      |
| 2017                             |                                      |           |      |      |
| Lucrecia Martel                  | Zama                                 | Guanyador |      |      |
| Anahí Berneri                    | Alanis                               | Nominat   |      |      |
| Diego Lerman                     | Una especie de familia               | Nominat   |      |      |
| Santiago Mitre                   | La cordillera                        | Nominat   |      |      |
| 2016                             |                                      |           |      |      |
| Ariel Rotter                     | La luz incidente                     | Guanyador |      |      |
| Mariano Cohn i Gastón Duprat     | El ciudadano ilustre                 | Nominat   |      |      |
| Francisco Márquez Andrea Testa   | La larga noche de Francisco Sanctis  | Nominat   |      |      |
| Lorena Muñoz                     | Gilda, no me arrepiento de este amor | Nominat   |      |      |
| 2015                             |                                      |           |      |      |
| Diego Lerman                     | Refugiado                            | Guanyador |      |      |
| Pablo Trapero                    | El Clan                              | Nominat   |      |      |
| Sebastián Schindel               | El patrón: radiografía de un crimen  | Nominat   |      |      |
| Santiago Mitre                   | La patota                            | Nominat   |      |      |
| 2014                             |                                      |           |      |      |
| Damián Szifron                   | Relatos salvajes                     | Guanyador |      |      |
| Juan Pablo Buscarini             | El inventor de juegos                | Nominat   |      |      |
| Miguel Cohan                     | Betibú                               | Nominat   |      |      |
| Pablo Fendrik                    | El Ardor                             | Nominat   |      |      |
| 2013                             |                                      |           |      |      |
| Lucía Puenzo                     | Wakolda                              | Guanyador |      |      |
| Hernán Goldfrid                  | Tesis sobre un homicidio             | Nominat   |      |      |
| Juan Taratuto                    | La reconstrucción                    | Nominat   |      |      |
| Juan José Campanella             | Metegol                              | Nominat   |      |      |
| 2012                             |                                      |           |      |      |
| Benjamín Ávila                   | Infancia clandestina                 | Guanyador |      |      |
| Armando Bó Jr.                   | El último Elvis                      | Nominat   |      |      |
| Pablo Giorgelli                  | Las acacias                          | Nominat   |      |      |
| Pablo Trapero                    | Elefante blanco                      | Nominat   |      |      |
| 2011                             |                                      |           |      |      |
| Fernando Spiner                  | Aballay                              | Guanyador |      |      |
| Sebastián Borensztein            | Un cuento chino                      | Nominat   |      |      |
| Santiago Mitre                   | El estudiante                        | Nominat   |      |      |
| Carlos Sorín                     | El gato desaparece                   | Nominat   |      |      |
| 2010                             |                                      |           |      |      |
| Mariano Cohn i Gastón Duprat     | El hombre de al lado                 | Guanyador |      |      |
| Anahí Berneri                    | Por tu culpa                         | Nominat   |      |      |
| Pablo Trapero                    | Carancho                             | Nominat   |      |      |
| 2009                             |                                      |           |      |      |
| Juan José Campanella             | El secreto de sus ojos               | Guanyador |      |      |
| Pablo Fendrik                    | La sangre brota                      | Nominat   |      |      |
| Marcelo Piñeyro                  | Las viudas de los jueves             | Nominat   |      |      |
| 2008                             |                                      |           |      |      |
| Lucrecia Martel                  | La mujer sin cabeza                  | Guanyador |      |      |
| Daniel Burman                    | El nido vacío                        | Nominat   |      |      |
| Pablo Trapero                    | Leonera                              | Nominat   |      |      |
| 2007                             |                                      |           |      |      |
| Lucía Puenzo                     | XXY                                  | Guanyador |      |      |
| Esteban Sapir                    | La antena                            | Nominat   |      |      |
| Juan Taratuto                    | ¿Quién dice que es fácil?            | Nominat   |      |      |
| 2006                             |                                      |           |      |      |
| Alejandro Doria                  | Las manos                            | Guanyador |      |      |
| Israel Adrián Caetano            | Crónica de una fuga                  | Nominat   |      |      |
| Daniel Burman                    | Derecho de familia                   | Nominat   |      |      |
| Rodrigo Moreno                   | El custodio                          | Nominat   |      |      |